# Castrenin urheilukeskus
Il Castrenin urheilukeskus, comunemente chiamato Castrenin kenttä, è lo stadio dove la squadra di calcio AC Oulu gioca le partite casalinghe della Veikkausliiga 2010. Ha un totale di 3000 posti a sedere di cui 700 sono al coperto.
Ospita anche le partite casalinghe della squadra di football americano degli Oulu Northern Lights.

## Finali di football americano

### Maschili
| Oulu 28 agosto 2016, ore 13:00 III Tinamaljan | Oulu Northern Lights | 28 – 46 | Kotka Eagles | Castrenin urheilukeskus |

### Femminili
| Oulu 4 settembre 2021, ore 18:00 XIII Finale Naisten I-divisioona | Oulu Northern Lights | 26 – 21 | Tampere Saints | Castrenin urheilukeskus |

| Oulu 27 agosto 2022, ore 18:30 XIV Finale Naisten I-divisioona | Oulu Northern Lights | 34 – 6 | Kotka Eagles | Castrenin urheilukeskus |